# Nathanaël Berthon
Nathanaël Berthon (Romagnat, Francia; 1 de julio de 1989) es un piloto de automovilismo francés.
Ha participado en diversas categorías de automovilismo incluyendo la GP2 Series, WEC, European Le Mans Series, Fórmula E y WTCR.

## Resultados

### GP2 Asia Series
(Clave) (negrita indica pole position) (cursiva indica vuelta rápida puntuable)

| Año  | Escudería          | 1   | 1   | 2   | 2   | Pos. | Puntos | Ref.  |
| ---- | ------------------ | --- | --- | --- | --- | ---- | ------ | ----- |
| 2011 | Racing Engineering | YMC | YMC | IMO | IMO | 23.º | 0      | [ 2 ] |
| 2011 | Racing Engineering | Ret | 14  | Ret | 13  | 23.º | 0      | [ 2 ] |

### GP2 Series
(Clave) (negrita indica pole position) (cursiva indica vuelta rápida puntuable)

| Año  | Escudería            | 1   | 1   | 2   | 2   | 3   | 3   | 4   | 4   | 5   | 5   | 6   | 6   | 7   | 7   | 8   | 8   | 9   | 9   | 10  | 10  | 11  | 11  | 12  | 12  | Pos. | Puntos | Ref.  |
| ---- | -------------------- | --- | --- | --- | --- | --- | --- | --- | --- | --- | --- | --- | --- | --- | --- | --- | --- | --- | --- | --- | --- | --- | --- | --- | --- | ---- | ------ | ----- |
| 2012 | Racing Engineering   | KUA | KUA | SAK | SAK | SAK | SAK | BAR | BAR | MON | MON | VAL | VAL | SIL | SIL | HOC | HOC | BUD | BUD | SPA | SPA | MNZ | MNZ | SIN | SIN | 12.º | 60     | [ 3 ] |
| 2012 | Racing Engineering   | 11  | 8   | 21† | Ret | 12  | 10  | 5   | 2   | 9   | 7   | 6   | 5   | 12  | 14  | 15  | 9   | 7   | 2   | 14  | 19  | 15  | 15  | 10  | 15  | 12.º | 60     | [ 3 ] |
| 2013 | Trident Racing       | KUA | KUA | SAK | SAK | BAR | BAR | MON | MON | SIL | SIL | NÜR | NÜR | BUD | BUD | SPA | SPA | MNZ | MNZ | SIN | SIN | YMC | YMC |     |     | 20.º | 21     | [ 4 ] |
| 2013 | Trident Racing       | Ret | 21  | 17  | 22  | Ret | 23  | Ret | 21  | 20  | Ret | 17  | 15  | 8   | 1   | 22  | 13  | Ret | 21  | Ret | 10  | 18† | 13  |     |     | 20.º | 21     | [ 4 ] |
| 2014 | Venezuela GP Lazarus | SAK | SAK | BAR | BAR | MON | MON | SPI | SPI | SIL | SIL | HOC | HOC | BUD | BUD | SPA | SPA | MNZ | MNZ | SOC | SOC | YMC | YMC |     |     | 20.º | 27     | [ 5 ] |
| 2014 | Venezuela GP Lazarus | 23† | 17  | Ret | Ret | 17  | 12  | 22  | 25  | 17  | 12  | 8   | 17  | 8   | 4   | 22  | 15  | 12  | 19† | 10  | 9   | 15  | 13  |     |     | 20.º | 27     | [ 5 ] |
| 2015 | Daiko Team Lazarus   | SAK | SAK | BAR | BAR | MON | MON | SPI | SPI | SIL | SIL | BUD | BUD | SPA | SPA | MNZ | MNZ | SOC | SOC | SAK | SAK | YMC | YMC |     |     | 16.º | 27     | [ 6 ] |
| 2015 | Daiko Team Lazarus   | 7   | 3   | 20  | 12  | 17  | 15  | Ret | 17  | Ret | 21  | 14  | 11  | 7   | 7   |     |     | 14  | 19  | 11  | Ret | 10  | C   |     |     | 16.º | 27     | [ 6 ] |

### Campeonato Mundial de Resistencia de la FIA
(Clave) (negrita indica pole position) (cursiva indica vuelta rápida)

| Año              | Escudería      | Clase                | Automóvil       | 1     | 2     | 3   | 4   | 5     | 6     | 7       | 8   | 9    | Pos. | Puntos | Ref.  |
| ---------------- | -------------- | -------------------- | --------------- | ----- | ----- | --- | --- | ----- | ----- | ------- | --- | ---- | ---- | ------ | ----- |
| 2014             | Lotus          | LMP1                 | CLM P1/01-AER   | SIL   | SPA   | LMS | COA | FUJ   | SHA   | BHR Ret | SÃO |      | 28.º | 0      | [ 7 ] |
| 2016             | G-Drive Racing | LMP2                 | Oreca 05-Nissan | SIL 3 | SPA 5 | LMS | NÜR | MEX   | COA   | FUJ     | SHA | BHR  | 22.º | 27     | [ 8 ] |
| 2018-19          |                |                      |                 |       |       |     |     |       |       |         |     |      |      |        |       |
| DragonSpeed      | LMP2           | Oreca 07-Gibson      | SPA 5           | LMS 3 | SIL   | FUJ | SHA |       |       |         |     | 12.º | 34   | [ 9 ]  |       |
| Rebellion Racing | LMP1           | Rebellion R13-Gibson |                 |       |       |     |     | SEB 7 | SPA 2 | LMS 5   |     | 9.º  | 51   | [ 10 ] |       |

### 24 Horas de Le Mans
| Año     | Equipo                    | Copilotos                         | Automóvil               | Clase    | Vueltas | Pos. | Pos. Clase |
| ------- | ------------------------- | --------------------------------- | ----------------------- | -------- | ------- | ---- | ---------- |
| 2014    | Murphy Prototypes         | Rodolfo González Karun Chandhok   | Oreca 03R-Nissan        | LMP2     | 73      | DNF  | DNF        |
| 2015    | Murphy Prototypes         | Mark Patterson Karun Chandhok     | Oreca 03R-Nissan        | LMP2     | 347     | 13.º | 5.º        |
| 2016    | Greaves Motorsport        | Julien Canal Memo Rojas           | Ligier JS P2-Nissan     | LMP2     | 348     | 10.º | 6.º        |
| 2017    | Panis Barthez Competition | Fabien Barthez Timothé Buret      | Ligier JS P217-Gibson   | LMP2     | 296     | DNF  | DNF        |
| 2018    | DragonSpeed               | Roberto González Pastor Maldonado | Oreca 07-Gibson         | LMP2     | 360     | 9.º  | 5.º        |
| 2019    | Rebellion Racing          | Gustavo Menezes Thomas Laurent    | Rebellion R13-Gibson    | LMP1     | 370     | 5.º  | 5.º        |
| 2020    | Rebellion Racing          | Louis Delétraz Romain Dumas       | Rebellion R13-Gibson    | LMP1     | 381     | 4.º  | 4.º        |
| 2023    | Glickenhaus Racing        | Esteban Gutiérrez Franck Mailleux | Glickenhaus SCG 007 LMH | Hypercar | 333     | 7.º  | 7.º        |
| Fuente: |                           |                                   |                         |          |         |      |            |

### Fórmula E
(Clave) (negrita indica pole position) (cursiva indica vuelta rápida puntuable)
| Año     | Escudería  | 1     | 2      | 3      | 4   | 5   | 6   | 7   | 9   | 9   | 9   | Pos. | Puntos | Ref.   |
| ------- | ---------- | ----- | ------ | ------ | --- | --- | --- | --- | --- | --- | --- | ---- | ------ | ------ |
| 2015-16 | Team Aguri | BEI 8 | PUT 15 | PDE 14 | BUE | MEX | LBH | PAR | BER | LON | LON | 17.º | 4      | [ 12 ] |

### Copa Mundial de Turismos
(Clave) (negrita indica pole position) (cursiva indica vuelta rápida)

| Año  | Equipo                       | Auto                        | 1   | 2   | 3   | 4   | 5   | 6   | 7   | 8   | 9   | 10  | 11  | 12  | 13  | 14  | 15  | 16  | 17  | 18  | 19  | 20  | 21  | 22  | 23  | 24  | 25  | 26  | 27  | 28  | 29  | 30  | Pos. | Pts. |
| ---- | ---------------------------- | --------------------------- | --- | --- | --- | --- | --- | --- | --- | --- | --- | --- | --- | --- | --- | --- | --- | --- | --- | --- | --- | --- | --- | --- | --- | --- | --- | --- | --- | --- | --- | --- | ---- | ---- |
| 2018 |                              |                             | MAR | MAR | MAR | HUN | HUN | HUN | ALE | ALE | ALE | NED | NED | NED | POR | POR | POR | SVK | SVK | SVK | CHN | CHN | CHN | CHW | CHW | CHW | JAP | JAP | JAP | MAC | MAC | MAC | 15°  | 79   |
| 2018 | Comtoyou Racing              | Audi RS3 LMS TCR SEQ (2016) | 12  | 15  | Ret | 11  | 14  | 16  | 20  | 8   | 5   | 9   | 15  | 11  | 8   | Ret | Ret | 10  | 12  | Ret | Ret | 8   | 8   | 8   | 3   | 5   | 12  | 17  | 20† | 18  | 7   | 9   | 15°  | 79   |
| 2020 |                              |                             | BEL | BEL | ALE | ALE | SVK | SVK | SVK | HUN | HUN | HUN | ESP | ESP | ESP | ARA | ARA | ARA |     |     |     |     |     |     |     |     |     |     |     |     |     |     | 8°   | 148  |
| 2020 | Comtoyou DHL Team Audi Sport | Audi RS3 LMS TCR SEQ (2016) | 9   | 14  | 12  | 12  | 1   | Ret | 2   | 12  | 11  | 11  | 12  | 4   | 4   | 4   | Ret | 8   |     |     |     |     |     |     |     |     |     |     |     |     |     |     | 8°   | 148  |
| 2021 |                              |                             | ALE | ALE | POR | POR | ESP | ESP | HUN | HUN | CZE | CZE | FRA | FRA | ITA | ITA | RUS | RUS |     |     |     |     |     |     |     |     |     |     |     |     |     |     | 13°  | 114  |
| 2021 | Comtoyou DHL Team Audi Sport | Audi RS3 LMS TCR (2021)     | 11  | 6   | 11  | 12  | 4   | 5   | Ret | 12  | Ret | 5   | 11  | 10  | 21  | 14  | 4   | 3   |     |     |     |     |     |     |     |     |     |     |     |     |     |     | 13°  | 114  |
| 2022 |                              |                             | FRA | FRA | ALE | ALE | HUN | HUN | ESP | ESP | POR | POR | ITA | ITA | ALS | ALS | BAR | BAR | ARA | ARA |     |     |     |     |     |     |     |     |     |     |     |     | 3°   | 240  |
| 2022 | Comtoyou DHL Team Audi Sport | Audi RS3 LMS TCR (2021)     | 16  | 4   | C   | C   | 3   | 12  | 4   | 8   | 10  | Ret | 9   | 2   | 1   | 8   | 3   | 5   | 1   | Ret |     |     |     |     |     |     |     |     |     |     |     |     | 3°   | 240  |

#### WTCR Trophy
| Año  | Equipo                       | Auto                        | 1   | 2   | 3   | 4   | 5   | 6   | 7   | 8   | 9   | 10  | 11  | 12  | 13  | 14  | 15  | 16  | Pos. | Pts. |
| ---- | ---------------------------- | --------------------------- | --- | --- | --- | --- | --- | --- | --- | --- | --- | --- | --- | --- | --- | --- | --- | --- | ---- | ---- |
| 2020 |                              |                             | BEL | BEL | ALE | ALE | SVK | SVK | SVK | HUN | HUN | HUN | ESP | ESP | ESP | ARA | ARA | ARA | 3°   | 94   |
| 2020 | Comtoyou DHL Team Audi Sport | Audi RS3 LMS TCR SEQ (2016) | 3   | 4   | 6   | 3   | 1   | Ret | 1   | 3   | 4   | 2   | 4   | 1   | 1   | 2   | Ret | 2   | 3°   | 94   |

### TCR Europe Touring Car Series
(Clave) (negrita indica pole position) (cursiva indica vuelta rápida)

| Año  | Equipo          | Auto                    | 1   | 2   | 3   | 4   | 5   | 6   | 7   | 8   | 9   | 10  | 11  | 12  | 13  | 14  | Pos. | Pts. |
| ---- | --------------- | ----------------------- | --- | --- | --- | --- | --- | --- | --- | --- | --- | --- | --- | --- | --- | --- | ---- | ---- |
| 2018 |                 |                         | LEC | LEC | ZAN | ZAN | SPA | SPA | HUN | HUN | ASS | ASS | MON | MON | BAR | BAR | -    | 0    |
| 2018 | Comtoyou Racing | Audi RS3 LMS TCR (2017) |     |     |     |     |     |     |     |     |     |     |     |     | Ret | Ret | -    | 0    |

### TCR BeNeLux Touring Car Championship
(Clave) (negrita indica pole position) (cursiva indica vuelta rápida)

| Año  | Equipo          | Auto                    | 1   | 2   | 3   | 4   | 5   | 6   | 7   | 8   | 9   | 10  | Pos. | Pts. |
| ---- | --------------- | ----------------------- | --- | --- | --- | --- | --- | --- | --- | --- | --- | --- | ---- | ---- |
| 2018 |                 |                         | ZAN | ZAN | SPA | SPA | HUN | HUN | ASS | ASS | BAR | BAR | 11°  | 2    |
| 2018 | Comtoyou Racing | Audi RS3 LMS TCR (2017) |     |     |     |     |     |     |     |     | Ret | Ret | 11°  | 2    |